# باري كينان
باري كينان (بالإنجليزية: Barry Keenan)‏ هو شخصية أعمال أمريكي، ولد في 1940.